# Gadag-Betageri
Gadag-Betageri est une ville indienne située dans le district de Gadag dans l’État du Karnataka. En 2010, sa population était de 172 813 habitants.

## Source de la traduction
- (en) Cet article est partiellement ou en totalité issu de l’article de Wikipédia en anglais intitulé « Gadag-Betageri » (voir la liste des auteurs).